# Ardisia obscurinervia
Ardisia obscurinervia är en viveväxtart som beskrevs av Elmer Drew Merrill. Ardisia obscurinervia ingår i släktet Ardisia och familjen viveväxter. Inga underarter finns listade i Catalogue of Life.